# Beatriz Nogales
Beatriz Nogales González (Vitoria, 3 de marzo de 1983) es una ex gimnasta rítmica española que fue campeona del mundo de 3 cintas y 2 aros en el Mundial de Sevilla (1998), además de lograr otras numerosas preseas con la selección nacional de gimnasia rítmica de España, como la plata en la general de dicho Mundial o el bronce en 3 cintas y 2 aros en el Europeo de 1999. Participó en los JJ.OO. de Sídney 2000. También fue campeona de España infantil (1995) y júnior (1997), y en conjuntos, dos veces campeona de España júnior con el Club Oskitxo (1995 y 1996).

## Biografía deportiva

### Inicios
Se inició en la gimnasia rítmica con 7 años de edad, ingresando en el Club Oskitxo de Vitoria, club del que han surgido otras gimnastas españolas destacadas como Lorena Guréndez o Paula Orive, bajo las órdenes de Natalia Notchevnaya. En 1995 fue campeona de España infantil, y tanto en 1995 como en 1996, campeona de España júnior de conjuntos con el Oskitxo. En 1996, con el conjunto júnior español, fue 5ª en el torneo internacional de Thiais y acabó en el puesto 15º en el Campeonato de Europa celebrado en Asker/Oslo. Aquel conjunto júnior estaba integrado por Beatriz, Marta Calamonte, Ana del Toro, Carolina Malchair, Carolina Montes, Carmina Verdú y, como suplentes, Blanca López Belda y Tania Pacheco. Para 1997 fue campeona de España júnior. En julio de 1997 entró en el conjunto sénior de la selección nacional de gimnasia rítmica de España, entrenando desde entonces en el Centro de Alto Rendimiento de Madrid.

### Etapa en la selección nacional

#### 1998: título mundial en Sevilla
En 1998, la seleccionadora nacional y entrenadora del conjunto era María Fernández Ostolaza. Ese año los ejercicios fueron el de 3 cintas y 2 aros y el de 5 pelotas, que emplearon como música la sevillana «Juego de luna y arena» (inspirada en un poema de Lorca) y el tango «El vaivén» respectivamente, dos temas de José Luis Barroso. Beatriz sería ese año titular en los dos ejercicios. Tras disputar el equipo algunos torneos preparatorios en Kalamata o Budapest, en mayo de 1998 logró proclamarse campeón mundial en el Campeonato del Mundo de Sevilla. Fue en la competición de 3 cintas y 2 aros, donde el conjunto consiguió superar a Bielorrusia con una puntuación de 19,850. Además, el primer día el equipo había obtenido la medalla de plata en el concurso general con una nota acumulada de 39,133. Ocuparon el séptimo puesto en la competición de 5 pelotas. El combinado nacional recibió en este campeonato el Premio Longines a la Elegancia, un trofeo que suele entregar la marca de relojes homónima y la FIG durante las competiciones internacionales de gimnasia destacadas. El conjunto de ese año lo compusieron además de Beatriz, Sara Bayón, Marta Calamonte, Lorena Guréndez, Carolina Malchair, Paula Orive y Nuria Cabanillas como suplente.

#### 1999 - 2000: Mundial de Osaka y Juegos Olímpicos de Sídney
En 1999 Nancy Usero ya era la nueva seleccionadora y entrenadora del conjunto. Nancy contó esa temporada con Dalia Kutkaite como asistente y entrenadora del conjunto júnior, y con Cristina Álvarez como coreógrafa el primer año. Durante ese año, los dos ejercicios fueron el de 3 cintas y 2 aros y el de 10 mazas, el primero con «Zorongo gitano» y el segundo con «Babelia» de Chano Domínguez, Hozan Yamamoto y Javier Paxariño, como música. Beatriz sería titular en el de mazas y suplente en el de cintas y aros. El conjunto titular lo compusieron ese año Beatriz, Sara Bayón, Marta Calamonte, Lorena Guréndez, Carolina Malchair y Paula Orive. A finales de mayo se disputó el Campeonato Europeo en Budapest. En el concurso general, el conjunto quedó en séptima posición, debido a una mala calificación en el ejercicio de 10 mazas. En la competición de 3 cintas y 2 aros obtuvo la medalla de bronce. En agosto el conjunto logró la medalla de plata en 3 cintas y 2 aros en el DTB-Pokal de Bochum. A finales de septiembre se disputó el Campeonato Mundial de Osaka. El conjunto quedó en séptima posición en el concurso general, lo que les dio la clasificación para los Juegos Olímpicos de Sídney del año siguiente. Posteriormente, ocupó el sexto lugar tanto en el ejercicio de 3 cintas y 2 aros como en el de 10 mazas.
Para 2000, año olímpico, el combinado español compuso nuevos montajes tanto para el ejercicio de 3 cintas y 2 aros, ahora con música de Los Activos y Vicente Amigo, como para el de 10 mazas, con un medley de The Corrs y Loreena McKennitt. En ambos Beatriz sería gimnasta titular. Del 2 al 11 de enero se concentraron en el Centro de Alto Rendimiento para entrenamiento en altura del CSD en Sierra Nevada (Granada). En los torneos internacionales de inicio de temporada lograron buenos resultados, como la plata en la general, el oro en mazas y la plata en el mixto en Madeira, el bronce en la general, el 8º puesto en mazas y la plata en el mixto en Thiais, la plata en Kalamata y nuevamente una plata en Málaga. En esta última competición Beatriz fue suplente debido a una lesión, ya que se le rompió un hueso de la mano al recoger un aro en una colaboración solo 2 meses antes de los Juegos, aunque finalmente pudo recuperarse a tiempo para poder competir en los mismos. En septiembre de 2000 tuvieron lugar los Juegos Olímpicos de Sídney. El conjunto español, integrado por Beatriz, Igone Arribas, Marta Calamonte, Lorena Guréndez, Carolina Malchair y Carmina Verdú, tenía la oportunidad de revalidar la medalla de oro conquistada cuatro años atrás en Atlanta en la misma competición. Sin embargo, una serie de errores en la ejecución de los dos ejercicios, como un nudo en una cinta y dos caídas de mazas, provocó que el combinado español se situara en la décima y última posición en la fase de clasificación, por lo que no pudo participar en la final.

### Retirada de la gimnasia
Beatriz se retiró a finales del año 2000, tras disputar los Juegos Olímpicos de Sídney. Tras su retirada estudió Trabajo Social y ejerció como dependienta y entrenando durante varios años en el Club Oskitxo. Se casó en Vitoria el 3 de septiembre de 2016. A la salida de la iglesia, un conjunto del Club Beti Aurrera realizó en su honor una exhibición de gimnasia rítmica. El 24 de noviembre de 2018 recibió un homenaje en el Euskalgym de Bilbao junto al resto de gimnastas rítmicas olímpicas vascas. En la actualidad trabaja en Mercedes-Benz.

## Equipamientos
| Período      | Proveedor |
| ------------ | --------- |
| 1996 - 2000  | Arena     |
| 2000 (JJ.OO) | Fumarel   |

## Música de los ejercicios
| Año  | Aparatos                               | Música |
| ---- | -------------------------------------- | --- |
| 1998 | 5 pelotas                              | Tango «El vaivén», de José Luis Barroso.                                                                             |
| 1998 | 3 cintas y 2 aros                      | Sevillana «Juego de luna y arena» (inspirada en un poema de Lorca), de José Luis Barroso.                            |
| 1999 | 10 mazas                               | «Babelia», de Chano Domínguez, Hozan Yamamoto y Javier Paxariño.                                                     |
| 1999 | 3 cintas y 2 aros                      | «Zorongo gitano», canción popular española adaptada por Federico García Lorca y La Argentinita.                      |
| 1999 | Ejercicio de exhibición (Manos libres) | «Balanca», tema flamenco.                                                                                            |
| 2000 | 10 mazas                               | Medley de The Corrs y Loreena McKennitt, con los temas «Toss the Feathers», «Irish Music», «Someday» y «Erin Shore». |
| 2000 | 3 cintas y 2 aros                      | Medley de Los Activos y Vicente Amigo, con los temas «Mestizo», «Poeta en el viento» y «Flor de la noche».           |

## Palmarés deportivo

### Selección española
| 1996 - Torneo Internacional de Thiais 5º puesto en final (6 pelotas) - Campeonato de Europa de Asker/Oslo 15º puesto en preliminares (6 pelotas) 1998 - Thiais Oro en concurso general Oro en 5 pelotas Oro en 3 cintas y 2 aros - Kalamata Cup Plata en concurso general Oro en 5 pelotas Oro en 3 cintas y 2 aros - Budapest Tournament Oro en concurso general Oro en 5 pelotas Oro en 3 cintas y 2 aros - Estella International Oro en concurso general - Campeonato del Mundo de Sevilla Plata en concurso general 7º puesto en 5 pelotas Oro en 3 cintas y 2 aros 1999 - Kalamata Cup 7º puesto en concurso general Bronce en 10 mazas - Thiais 4º puesto en concurso general 4º puesto en 10 mazas Bronce en 3 cintas y 2 aros | 1999 (continuación) - Budapest Tournament Oro en concurso general 4º puesto en 10 mazas Oro en 3 cintas y 2 aros - Campeonato de Europa de Budapest 7º puesto en concurso general Bronce en 3 cintas y 2 aros - DTB-Pokal de Bochum 6º puesto en concurso general 5º puesto en 10 mazas Plata en 3 cintas y 2 aros - Campeonato del Mundo de Osaka 7º puesto en concurso general 6º puesto en 10 mazas 6º puesto en 3 cintas y 2 aros 2000 - Madeira Cup Plata en concurso general Oro en 10 mazas Plata en 3 cintas y 2 aros - Thiais Bronce en concurso general 8º puesto en 10 mazas Plata en 3 cintas y 2 aros - Kalamata Cup Plata en concurso general - Málaga International Plata en concurso general - Juegos Olímpicos de Sídney 2000 10º puesto en calificación |

## Premios, reconocimientos y distinciones
- Premio Longines a la Elegancia en el Campeonato del Mundo de Sevilla (1998)[5]
- Premio Euskadi del Deporte 2010 (junto al resto de deportistas vascos participantes en JJ.OO.), otorgado por el Gobierno Vasco (2010)[15][16]

## Galería

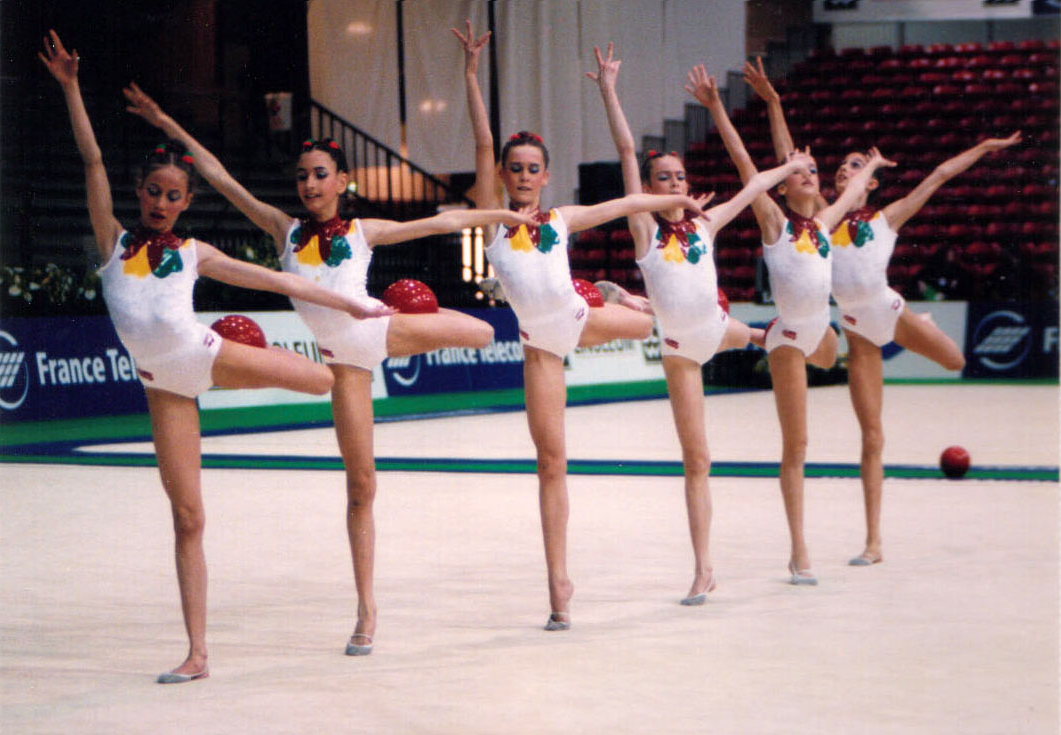
Beatriz (primera a la derecha) con el conjunto júnior en el Europeo de Asker (1996).
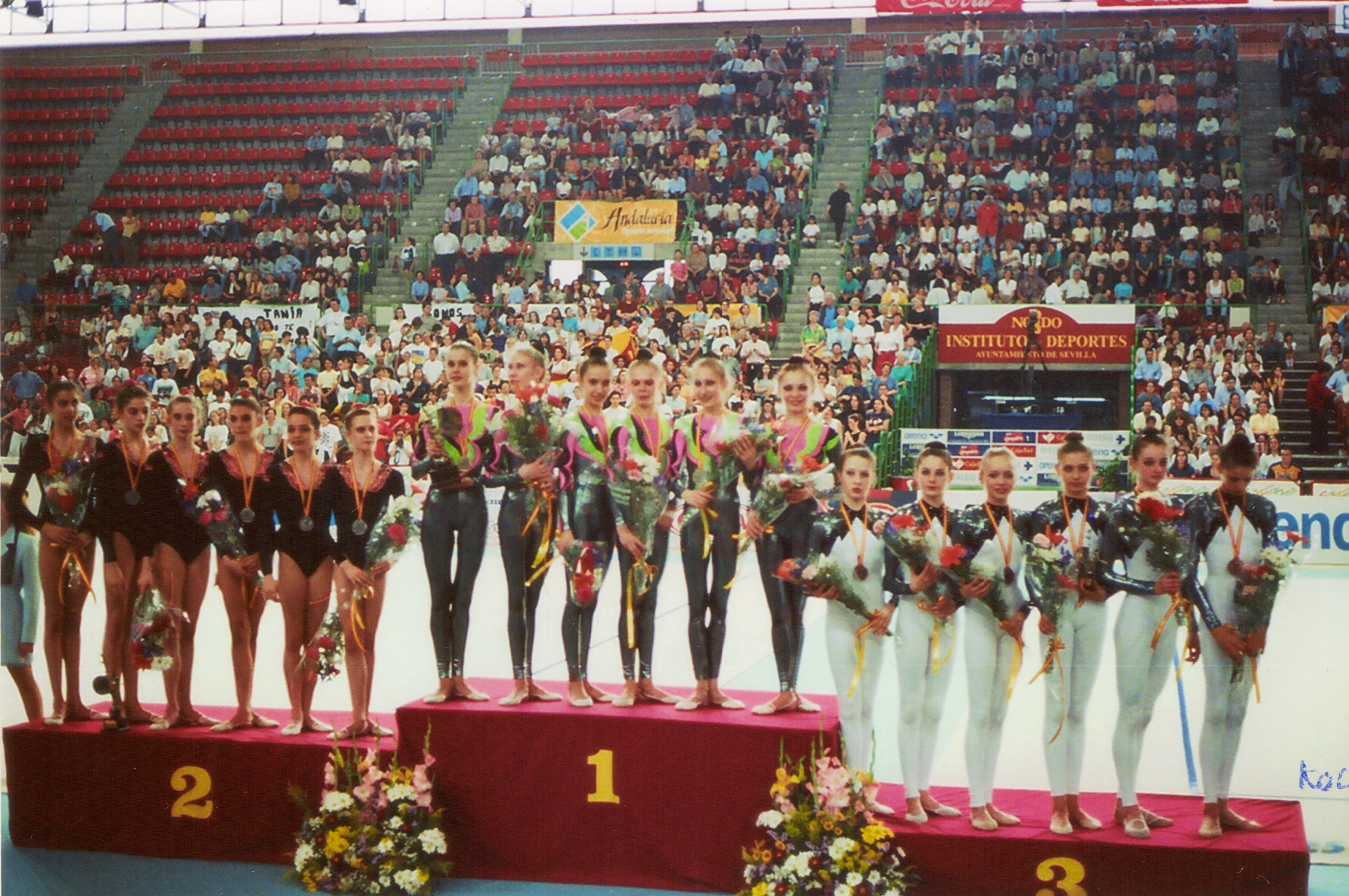
El conjunto español (izqda.) con la plata en el podio del concurso general del Mundial de Sevilla (1998).
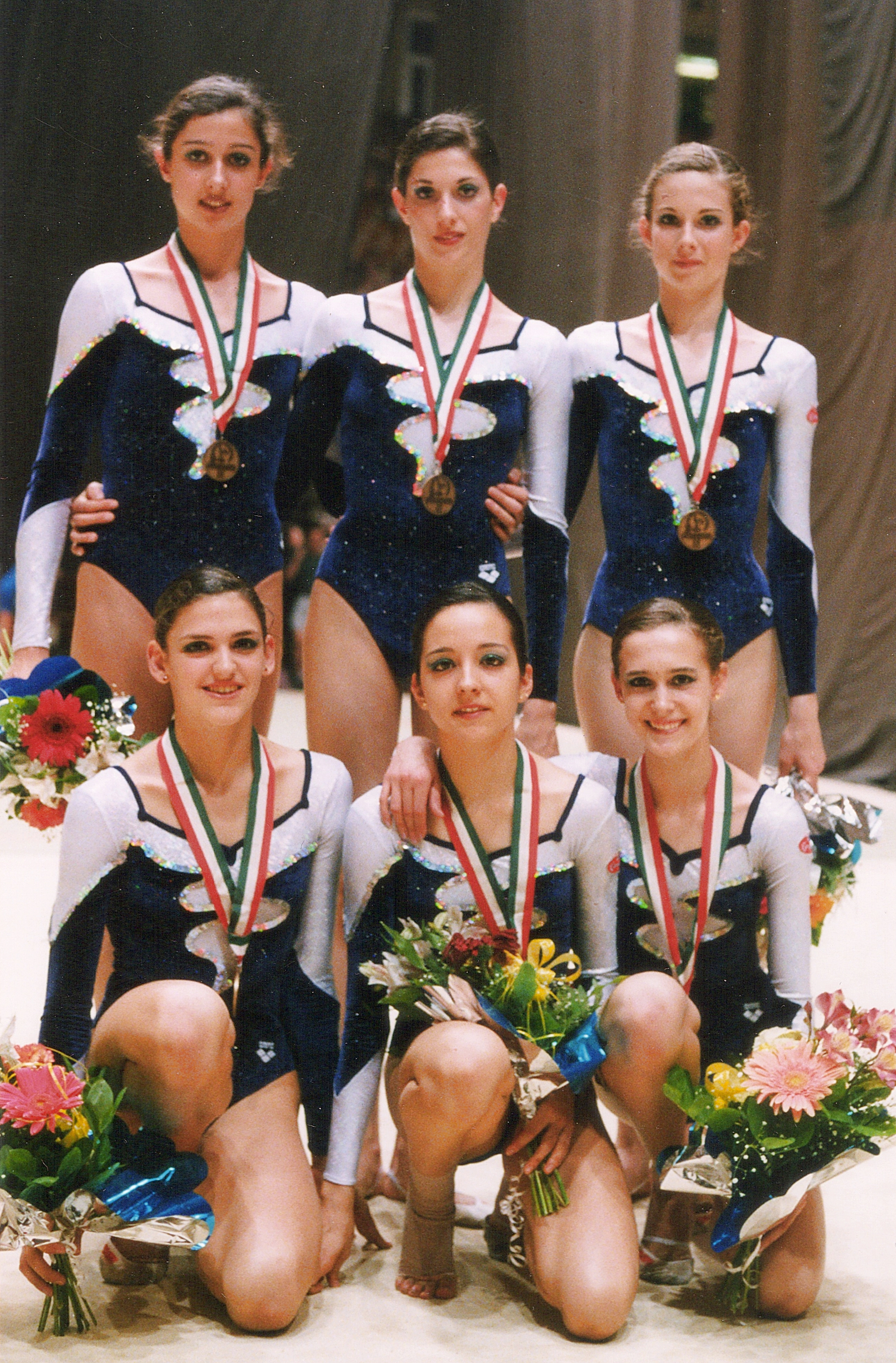
Nogales (de pie, a la izqda.) con el equipo nacional en el Europeo de Budapest (1999).
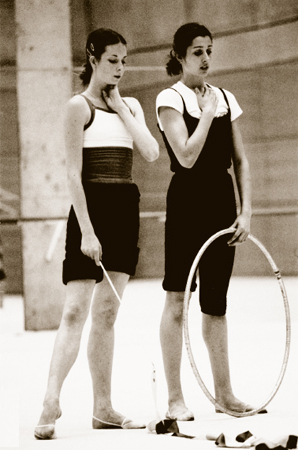
Beatriz Nogales (derecha) junto a Carolina Malchair durante un entrenamiento del conjunto nacional en el CAR de Madrid en el año 2000.
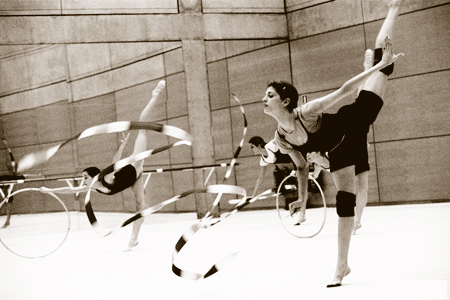
Nogales (al fondo de la imagen) junto a Igone Arribas, Carolina Malchair y Lorena Guréndez, realizando el ejercicio de 3 cintas y 2 aros en la misma sesión.

## Filmografía

### Programas de televisión
| Programas de televisión | Programas de televisión | Programas de televisión | Programas de televisión |
| Año                     | Título                  | Cadena                  | Notas                   |
| ----------------------- | ----------------------- | ----------------------- | ----------------------- |
| 1999                    | Escuela del deporte     | La 2 de TVE             | Aparición en reportaje  |